# Yoru wa Mijikashi Arukeyo Otome
Yoru wa Mijikashi Aruke yo Otome (夜は短し歩けよ乙女) é uma animação japonesa de comédia romântica juvenil dirigido por Masaaki Yuasa. O filme é baseado no livro de mesmo título do escritor Tomihiko Morimi.
A história compartilha a mesma ambientação da Universidade de Kyoto e alguns personagens de The Tatami Galaxy, outro livro de Morimi que foi adaptado em uma animação por Yuasa. Contudo, as histórias não se relacionam.

## Enredo
A história foca em um universitário do sexo masculino chamado pelo apelido de 'Senpai' e o amor de sua vida, 'A Garota de Cabelos Negros'. Ele finalmente decidiu confessar seus sentimentos por ela enquanto a mesma está tendo uma noite agitada pelas ruas. Enquanto Senpai a persegue por essa misteriosa noite que parecer durar um ano inteiro, ele se encontra com várias pessoas excêntricas no caminho passando por todo o tipo de percalço.

## Elenco
| Personagens                           | Dublador         |
| ------------------------------------- | ---------------- |
| Senpai                                | Gen Hoshino      |
| A Garota de Cabelos Negros            | Kana Hanazawa    |
| O Representante do Festival da Escola | Hiroshi Kamiya   |
| O Líder de Cueca                      | Ryuji Akiyama    |
| Seitarō Higuchi                       | Kazuya Nakai     |
| Hanuki-san                            | Yūko Kaida       |
| O Deus da Feira de Livros Usados      | Hiroyuki Yoshino |
| Kiko-san                              | Seiko Niizuma    |
| Nise-Jōgasaki                         | Junichi Suwabe   |
| Princesa Daruma                       | Aoi Yūki         |
| Johnny                                | Nobuyuki Hiyama  |
| Tōdō-san                              | Kazuhiro Yamaji  |
| Ri Haku                               | Mugihito         |

## Produção
O filme foi feito pela mesma equipe de The Tatami Galaxy.
A banda Asian Kung-Fu Generation performou a canção tema "Kouya wo Aruke" (荒野を歩け, lit. "Caminhada na Selva").

## Prêmios e nomeações
| Prêmio                                      | Categoria              | Nomineado                       | Resultado |
| ------------------------------------------- | ---------------------- | ------------------------------- | --------- |
| 41º Ottawa International Animation Festival | Melhor Filme Animado   | Yoru wa Mijikashi Arukeyo Otome | Venceu    |
| 41º Nippon Academy-shō                      | Melhor Animação do Ano | Yoru wa Mijikashi Arukeyo Otome | Pendente  |